# Cup Winners' Cup 1993-94 (mænd)
Cup Winners' Cup 1993-94 for mænd var den 19. udgave af Cup Winners' Cup, men den første udgave efter at European Handball Federation havde overtaget turneringen fra International Handball Federation. Turneringen havde deltagelse af 34 hold og blev vundet af FC Barcelona, som i finalen over to kampe besejrede OM Vitrolles med 46-37.
Danmark blev repræsenteret af den tabende finalist i DHF's Landspokalturnering 1992-93, GOG, eftersom pokalmestrene Kolding IF denne sæson spillede i EHF Champions League. Holdet nåede kvartfinalerne, hvor det blev slået ud af TSV Bayer Dormagen.

## Resultater

### 1/32-finaler
| Dato    | Dato    | Hjemmehold i 1. kamp | Hjemmehold i 2. kamp | Resultat | Resultat | Resultat |
| 1. kamp | 2. kamp | Hjemmehold i 1. kamp | Hjemmehold i 2. kamp | Samlet   | 1. kamp  | 2. kamp  |
| ------- | ------- | -------------------- | -------------------- | -------- | -------- | -------- |
| 28.8.   | 29.8.   | HK Shoumen           | Sevro Kumanovo       | 39–50    | 14-26    | 25-24    |
| 29.8.   | 30.8.   | Swetotechnik Brovary | Amirani Tbilisi      | 56–43    | 28-19    | 28-24    |

### 1/16-finaler
| Dato    | Dato    | Hjemmehold i 1. kamp | Hjemmehold i 2. kamp        | Resultat | Resultat | Resultat |
| 1. kamp | 2. kamp | Hjemmehold i 1. kamp | Hjemmehold i 2. kamp        | Samlet   | 1. kamp  | 2. kamp  |
| ------- | ------- | -------------------- | --------------------------- | -------- | -------- | -------- |
| 1.10.   | 3.10.   | Maistas Klaipeda     | FC Barcelona                | 35–62    | 15-31    | 20-31    |
| 26.9.   | 3.10.   | RK Itu Umag          | GAS Arhelaos Katerini       | 45–33    | 26-12    | 19-21    |
| 25.9.   | 3.10.   | Poljot Tjeljabinsk   | TSV Bayer Dormagen          | 44–45    | 22-18    | 22-27    |
| 26.9.   | 2.10.   | SC Braga             | OM Vitrolles                | 43–51    | 23-27    | 20-24    |
| 26.9.   | 2.10.   | ID Runar             | US d'Ivry                   | 43–51    | 22-25    | 21-26    |
| 25.9.   | 3.10.   | Swetotechnik Brovary | SC Pick Szeged              | 46–47    | 29-17    | 17-30    |
| 26.9.   | 3.10.   | Pfadi Winterthur     | Sparkasse Stadt Werke Bruck | 58–48    | 28-21    | 30-27    |
| 25.9.   | 3.10.   | Telenorba Conversano | GOG                         | 37–59    | 21-29    | 16-30    |
| 25.9.   | 2.10.   | JATAS Plzen          | IK Sävehof                  | 35–50    | 17-25    | 18-25    |
| 25.9.   | 3.10.   | Revival Blauw-Wit    | Fraternelle Esch            | 42–40    | 21-16    | 21-24    |
| 30.9.   | 2.10.   | Polisgücü Eskisehir  | Hapoel Rishon LeZion        | 43–44    | 20-24    | 23-20    |
| 25.9.   | 26.9.   | UMF Selfoss          | HC Bauska Riga              | 56–52    | 32-22    | 24-30    |
| 26.9.   | 3.10.   | Sevro Kumanovo       | Larnacos Larnaca            | 63–40    | 33-14    | 30-26    |
| 30.9.   | 2.10.   | Extran Beyne         | Zaglebie Lubin              | 45–42    | 22-19    | 23-23    |
| 25.9.   | 3.10.   | BK 46 Karis          | Slovan Ljubljana            | 57–38    | 31-90    | 26-29    |
| 26.9.   | 2.10.   | Minaur Baia Mare     | Lokomotiva Trnava           | 34–40    | 20-18    | 14-22    |

### 1/8-finaler
| Dato    | Dato    | Hjemmehold i 1. kamp | Hjemmehold i 2. kamp | Resultat | Resultat | Resultat |
| 1. kamp | 2. kamp | Hjemmehold i 1. kamp | Hjemmehold i 2. kamp | Samlet   | 1. kamp  | 2. kamp  |
| ------- | ------- | -------------------- | -------------------- | -------- | -------- | -------- |
|         |         | [[]]                 | [[]]                 | –        |          |          |
|         |         | [[]]                 | [[]]                 | –        |          |          |
|         |         | [[]]                 | [[]]                 | –        |          |          |
|         |         | [[]]                 | [[]]                 | –        |          |          |
|         |         | [[]]                 | [[]]                 | –        |          |          |
|         |         | [[]]                 | [[]]                 | –        |          |          |
|         |         | [[]]                 | [[]]                 | –        |          |          |
|         |         | [[]]                 | [[]]                 | –        |          |          |

### Kvartfinaler
| Dato    | Dato    | Hjemmehold i 1. kamp | Hjemmehold i 2. kamp | Resultat | Resultat | Resultat |
| 1. kamp | 2. kamp | Hjemmehold i 1. kamp | Hjemmehold i 2. kamp | Samlet   | 1. kamp  | 2. kamp  |
| ------- | ------- | -------------------- | -------------------- | -------- | -------- | -------- |
|         |         | [[]]                 | [[]]                 | –        |          |          |
|         |         | [[]]                 | [[]]                 | –        |          |          |
|         |         | [[]]                 | [[]]                 | –        |          |          |
|         |         | [[]]                 | [[]]                 | –        |          |          |

### Semifinaler
| Dato    | Dato    | Hjemmehold i 1. kamp | Hjemmehold i 2. kamp | Resultat | Resultat | Resultat |
| 1. kamp | 2. kamp | Hjemmehold i 1. kamp | Hjemmehold i 2. kamp | Samlet   | 1. kamp  | 2. kamp  |
| ------- | ------- | -------------------- | -------------------- | -------- | -------- | -------- |
|         |         | [[]]                 | [[]]                 | –        |          |          |
|         |         | [[]]                 | [[]]                 | –        |          |          |

### Finale
| Dato    | Dato    | Hjemmehold i 1. kamp | Hjemmehold i 2. kamp | Resultat | Resultat | Resultat |
| 1. kamp | 2. kamp | Hjemmehold i 1. kamp | Hjemmehold i 2. kamp | Samlet   | 1. kamp  | 2. kamp  |
| ------- | ------- | -------------------- | -------------------- | -------- | -------- | -------- |
|         |         | [[]]                 | [[]]                 | –        |          |          |